# Les Crapauds (chanson)
Pour les articles homonymes, voir Crapaud (homonymie).
Les Crapauds est une chanson française populaire écrite en 1897 par Marc Legrand et composée par Victor Meusy. C'est une chanson tombée dans le domaine public qui est souvent diffusée par des mouvements de jeunesse comme le scoutisme, dans les colonies de vacances et autre accueil collectif de mineurs.
Elle a été interprétée par différents chœurs et artistes, dont Alain Souchon sur son album À cause d'elles. Marc Hemmeler s'inspire de sa mélodie lorsqu'il compose pour Claude Nougaro la chanson « Clodi clodo » (album Assez !, 1980).

## Paroles
La nuit est limpide,

L’étang est sans ride,

Dans le ciel splendide

Luit le croissant d’or.

Orme, chêne ou tremble

Nul arbre ne tremble,

Au loin le bois semble

Un géant qui dort.

Chien ni loup ne quitte

Sa niche ou son gîte

Aucun bruit n’agite

La terre au repos.

Alors dans la vase

Ouvrant en extase

Leurs yeux de topaze

Chantent les crapauds.

Ils disent : « Nous sommes

Haïs par les hommes,

Nous troublons leur somme

De nos tristes chants.

Pour nous, point de fêtes,

Dieu seul sur nos têtes

Sait qu’il nous fit bêtes

Et non point méchants.

Notre peau terreuse

Se gonfle et se creuse,

D’une bave affreuse

Nos flancs sont lavés.

Et l’enfant qui passe

Loin de nous s’efface

Et pâle, nous chasse

À coups de pavés.

Des saisons entières,

Dans les fondrières,

Un trou sous les pierres

Est notre réduit.

Le serpent en boule

Près de nous s’y roule

Quand il pleut, en foule,

Nous sortons la nuit.

Et dans les salades

Faisant des gambades

Pesants camarades

Nous allons manger.

Manger sans grimace

Cloportes ou limaces

Ou vers qu’on ramasse

Dans le potager.

Nous aimons la mare

Qu’un reflet chamarre

Où dort à l’amarre

Un canot pourri.

Dans l’eau qu’elle souille,

Sa chaîne se rouille ;

La verte grenouille

Y cherche un abri.

Là, la source épanche

Son écume blanche ;

Un vieux saule penche

Au milieu des joncs.

Et les libellules

Aux ailes de tulle

Font crever des bulles

Au nez des goujons.

Quand la lune plaque

Comme un vernis-laque

Sur la calme flaque

Des marais blafards,

Alors, symbolique

Et mélancolique,

Notre lent cantique

Sort des nénuphars. »

Orme, chêne ou tremble

Nul arbre ne tremble,

Au loin le bois semble

Un géant qui dort.

La nuit est limpide,

L’étang est sans ride,

Sous le ciel splendide

Luit le croissant d’or.

## Musique

### Accords de guitare
| C x o o ╒═╤═╤═╤═╤═╕ │ │ │ │ 1 │ ├─┼─┼─┼─┼─┤ │ │ 2 │ │ │ ├─┼─┼─┼─┼─┤ │ 3 │ │ │ │ ├─┼─┼─┼─┼─┤ │ │ │ │ │ │ ├─┼─┼─┼─┼─┤ │ │ │ │ │ │ └─┴─┴─┴─┴─┘    | Em o o o o ╒═╤═╤═╤═╤═╕ │ │ │ │ │ │ ├─┼─┼─┼─┼─┤ │ 1 2 │ │ │ ├─┼─┼─┼─┼─┤ │ │ │ │ │ │ ├─┼─┼─┼─┼─┤ │ │ │ │ │ │ ├─┼─┼─┼─┼─┤ │ │ │ │ │ │ └─┴─┴─┴─┴─┘ | Dm x x o ╒═╤═╤═╤═╤═╕ │ │ │ │ │ 1 ├─┼─┼─┼─┼─┤ │ │ │ 2 │ │ ├─┼─┼─┼─┼─┤ │ │ │ │ 3 │ ├─┼─┼─┼─┼─┤ │ │ │ │ │ │ ├─┼─┼─┼─┼─┤ │ │ │ │ │ │ └─┴─┴─┴─┴─┘ | G o o o ╒═╤═╤═╤═╤═╕ │ │ │ │ │ │ ├─┼─┼─┼─┼─┤ │ 1 │ │ │ │ ├─┼─┼─┼─┼─┤ 2 │ │ │ │ 4 ├─┼─┼─┼─┼─┤ │ │ │ │ │ │ ├─┼─┼─┼─┼─┤ │ │ │ │ │ │ └─┴─┴─┴─┴─┘ | G7 o o o ╒═╤═╤═╤═╤═╕ │ │ │ │ │ 1 ├─┼─┼─┼─┼─┤ │ 2 │ │ │ │ ├─┼─┼─┼─┼─┤ 3 │ │ │ │ \| ├─┼─┼─┼─┼─┤ │ │ │ │ │ │ ├─┼─┼─┼─┼─┤ │ │ │ │ │ │ └─┴─┴─┴─┴─┘ |
| C+ x o o o ╒═╤═╤═╤═╤═╕ │ │ │ │ │ │ ├─┼─┼─┼─┼─┤ │ │ 2 │ │ │ ├─┼─┼─┼─┼─┤ │ 3 │ │ │ │ ├─┼─┼─┼─┼─┤ │ │ │ │ │ │ ├─┼─┼─┼─┼─┤ │ │ │ │ │ │ └─┴─┴─┴─┴─┘ | Am x o o ╒═╤═╤═╤═╤═╕ │ │ │ │ 1 │ ├─┼─┼─┼─┼─┤ │ \| 3 2 │ │ ├─┼─┼─┼─┼─┤ │ │ │ │ │ │ ├─┼─┼─┼─┼─┤ │ │ │ │ │ │ ├─┼─┼─┼─┼─┤ │ │ │ │ │ │ └─┴─┴─┴─┴─┘  | Dm x x o ╒═╤═╤═╤═╤═╕ │ │ │ │ │ 1 ├─┼─┼─┼─┼─┤ │ │ │ 2 │ │ ├─┼─┼─┼─┼─┤ │ │ │ │ 3 │ ├─┼─┼─┼─┼─┤ │ │ │ │ │ │ ├─┼─┼─┼─┼─┤ │ │ │ │ │ │ └─┴─┴─┴─┴─┘ | F ╒═╤═╤═╤═╤═╕ 1=========1 ├─┼─┼─┼─┼─┤ │ │ │ 2 │ │ ├─┼─┼─┼─┼─┤ │ 3 4 │ │ │ ├─┼─┼─┼─┼─┤ │ │ │ │ │ │ ├─┼─┼─┼─┼─┤ │ │ │ │ │ │ └─┴─┴─┴─┴─┘       | |

## Reprises
- Alain Souchon reprend le titre en 2011 sur son album À cause d'elles.